# 赤足根蟎
赤足根蟎 ，又名刺足根蟎，为粉蟎科根蟎屬之下的一個物種，是台灣唯一之法定檢疫害蟎。